# Heinz Baumann
Heinz Baumann (* 12. Februar 1928 in Oldenburg (Oldb); † 4. März 2023 in München) war ein deutscher Schauspieler. Einem breiteren Publikum wurde er durch seine Rollen in Serien wie SOKO 5113, Ich heirate eine Familie und Adelheid und ihre Mörder bekannt.

## Leben und Karriere
Baumanns Vater war Schiffszimmermann, seine Mutter Haushälterin. Mit 20 Jahren zog er nach Quedlinburg in die spätere  DDR, kam aber nach drei Jahren wieder zurück in den Westen. Zu Beginn seiner Schauspielkarriere war er vor allem auf Theaterbühnen in Hamburg, Köln, Stuttgart und München tätig.
Einem breiten Publikum wurde er 1960 durch seine männliche Hauptrolle des Martin Hartog in der Filmkomödie Das Spukschloß im Spessart an der Seite von Liselotte Pulver bekannt. Wenngleich im Anschluss eine größere Karriere als Kinostar ausblieb, machten ihn weitere Film- und Fernsehproduktionen schnell zu einer festen Größe in der Medienlandschaft. Man sah ihn in Simmel-Filmen wie Und Jimmy ging zum Regenbogen (1971), Alle Menschen werden Brüder (1973) und Die Antwort kennt nur der Wind (1974), weitere Leinwandauftritte hatte er in Peter Zadeks Ich bin ein Elefant, Madame (1969), Günter Gräwerts Der Gärtner von Toulouse (1982) und Peter Wecks Diebinnen (1996). Zwischen 1955 und 1971 war er auch als Synchronsprecher beschäftigt.
Im Fernsehen spielte er außer in mehreren Tatort-Produktionen auch in der 2. Staffel der Karl-May-Fernsehserie Kara Ben Nemsi Effendi (1975) mit und verkörperte die Hauptrolle in der sechsteiligen Krimiserie Lobster (ARD, 1976) von Hans W. Geißendörfer. 1976 spielte er die Rolle des hessischen Obersten Rall in dem dreiteiligen Fernsehspiel von Fritz Umgelter Der Winter, der ein Sommer war nach dem gleichnamigen Roman von Sandra Paretti. 1979 war er in Franz Peter Wirths Mehrteiler Buddenbrooks als Hugo Weinschenk, Ehemann der Erika Buddenbrook, zu sehen. 1980 war er mit Horst Bollmann in der Serie Felix und Oskar zu sehen. Eine wichtige Fernsehrolle übernahm er 1993 in dem Doku-Drama Wehner – die unerzählte Geschichte von Heinrich Breloer, in der er den alten Herbert Wehner verkörperte. In der Fernsehserie Derrick hatte er in der Folge Eine Art Mord einen Gastauftritt als dubioser Hausbesitzer.
Baumanns Bekanntheitsgrad wuchs weiter durch die Fernsehserie SOKO 5113, in der er zwischen 1987 und 1997 den Hauptkommissar Jürgen Sudmann spielte. Nach seinem dortigen Ausscheiden ermittelte Sudmann als Privatdetektiv in dem Ableger Solo für Sudmann weiter. Im Jahr 2008 hatte er im 90-minütigen Special anlässlich des 30-jährigen Jubiläums von SOKO 5113 (Die Akte Göttmann) einen weiteren Gastauftritt.
Den größten Erfolg brachte ihm die komödiantische Krimiserie Adelheid und ihre Mörder, die von 1992 bis 2006 produziert wurde. Hier trat er als Hauptkommissar Ewald Strobel neben Evelyn Hamann, Tilo Prückner und Gisela May auf. Seinen letzten Auftritt vor der Kamera hatte er 2013 in dem Fernsehfilm Just Married – Hochzeiten zwei.

## Persönliches
Heinz Baumann war 40 Jahre lang bis zu deren Tod im Jahr 2003 mit der Schauspielerin Gardy Brombacher verheiratet. Aus einer Beziehung mit Beatrice Richter stammt seine Tochter Judith Richter. Weiter hinterließ er einen Sohn. Baumann lebte zuletzt mit seiner Lebensgefährtin in München-Schwabing. Er starb im März 2023 im Alter von 95 Jahren in München.

## Filmografie (Auswahl)
- 1954: Schloß Hubertus
- 1960: Das Spukschloß im Spessart
- 1962: Becket oder Die Ehre Gottes (Fernsehfilm)
- 1963: Penthesilea (Fernsehfilm)
- 1965: Der arme Mann Luther (Fernsehfilm)
- 1965: Die Chinesische Mauer (Fernsehfilm)
- 1966: Stella (Fernsehfilm)
- 1966: Jeanne oder Die Lerche (Fernsehfilm)
- 1966: Irrungen, Wirrungen (Fernsehfilm)
- 1967: Moral (Fernsehfilm)
- 1967: In Lemgo 89 (Fernsehfilm)
- 1968: Bahnwärter Thiel (Fernsehfilm)
- 1969: Lauf doch nicht splitternackt herum (Fernsehfilm)
- 1969: Fragestunde (Fernsehfilm)
- 1969: Ich bin ein Elefant, Madame
- 1969: Der Rückfall (Fernsehfilm)
- 1969: Die Verschwörung (Fernsehfilm)
- 1969: Die Perle – Aus dem Tagebuch einer Hausgehilfin (Fernsehserie)
- 1971: Die Messe der erfüllten Wünsche (Fernsehfilm)
- 1971: Und Jimmy ging zum Regenbogen
- 1971: Willy und Lilly (Fernsehfilm)
- 1971: Der Kommissar – Der Tod des Herrn Kurusch (Fernsehserie)
- 1971: Letzte Mahnung (Fernsehfilm)
- 1972: Blüten der Gesellschaft (Fernsehfilm)
- 1973: Alle Menschen werden Brüder
- 1973: Eine egoistische Liebe (Fernsehfilm)
- 1974: Die Antwort kennt nur der Wind
- 1974: Tatort – Zweikampf (Fernsehreihe)
- 1974: Sonderdezernat K1 – Friedhofsballade (Fernsehserie)
- 1975: Kara Ben Nemsi Effendi (Fernseh-Fünfteiler)
- 1975: Polly oder Die Bataille am Bluewater Creek (Fernsehfilm)
- 1975: Der Biberpelz (Fernsehfilm)
- 1976: Der Winter, der ein Sommer war (Fernsehfilm)
- 1976: Lobster (Fernsehserie, sechs Folgen)
- 1978: Kleine Geschichten mit großen Tieren (Fernsehfilm)
- 1978: Der Geist der Mirabelle (Fernsehfilm)
- 1978: St. Pauli-Landungsbrücken – Der Runner (Fernsehserie)
- 1978: Der Alte: Marholms Erben (Fernsehserie)
- 1979: Achtung Kunstdiebe (Fernsehserie)
- 1979: Buddenbrooks (Fernsehserie; Hugo Weinschenk)
- 1980: Tatort – Schußfahrt
- 1980: Felix und Oskar (Fernsehserie)
- 1981: Im Schlaraffenland (Fernsehfilm)
- 1981: Der Alte: Der Gärtner (Fernsehserie)
- 1982: Der Gärtner von Toulouse
- 1983: Treffpunkt im Unendlichen (Fernsehfilm)
- 1983–1986: Ich heirate eine Familie (Fernsehserie)
- 1984: Der Snob (Fernsehfilm)
- 1985: Ich, Christian Hahn (Fernsehserie)
- 1987: Die Krimistunde (Fernsehserie, Folge 25, Episode: „Die Macht des Gebetes“)
- 1987: Reichshauptstadt – privat (Fernsehfilm)
- 1987–2008: SOKO 5113 (Fernsehserie)
- 1988: Derrick: Eine Art Mord (Fernsehserie)
- 1989: Der Spatzenmörder (Fernsehfilm)
- 1990: Ich will leben (Fernsehfilm)
- 1990: Der Fahnder – Schmutzige Geschäfte (Fernsehserie)
- 1992: Die Unschuldsengel (Fernsehfilm)
- 1992: Tatort – Unversöhnlich
- 1992: Wolffs Revier – Schwerkraft des Mordes (Fernsehserie)
- 1993–2007: Adelheid und ihre Mörder (Fernsehserie)
- 1993: Die Elefantenbraut (Fernsehfilm)
- 1993: Wehner – die unerzählte Geschichte (Fernsehfilm)
- 1996: Diebinnen
- 1997: Solo für Sudmann (Fernsehserie)
- 2003: Das Traumschiff – Südsee
- 2004: Vater werden ist nicht schwer … (Fernsehfilm)
- 2005: Pfarrer Braun – Bruder Mord (Fernsehserie)
- 2006: Bettis Bescherung (Fernsehfilm)
- 2007: Späte Aussicht (Fernsehfilm)
- 2008: SOKO 5113 – Die Akte Göttmann
- 2012: Die letzte Fahrt (Fernsehfilm)
- 2013: Just Married – Hochzeiten zwei (Fernsehfilm)

## Hörspiele & Hörbücher
- 1964: Carl Sternheim: Der Snob – Regie: Rudolf Noelte (BR)
- 1970: Helmut Heißenbüttel: Zwei oder drei Porträts – Regie: Heinz Hostnig (BR/NDR/SR)
- 2019: Heinrich Böll: Ansichten eines Clowns, Steinbach sprechende Bücher

## Auszeichnungen
- 1976: Hersfeld-Preis[5]
- 2002: Bayerischer Fernsehpreis für Adelheid und ihre Mörder